# Esthal
Esthal est une municipalité allemande située dans le land de Rhénanie-Palatinat et l'arrondissement de Bad Dürkheim.

## Patrimoine
- Château de Breitenstein